# Шеменовци (Купрес, Кантон 10)
Шеменовци је насељено место у општини Купрес (ФБиХ) која административно припада Кантону 10, Федерација БиХ, Босна и Херцеговина. Шеменовци је подељено међуентитетском линијом између општине Купрес (РС) и општине Купрес (ФБиХ). Према попису становништва из 2013. у насељу је било 13 становника.

## Становништво
Према попису становништва из 2013. године у месту је било 13 становника. Насеље је у потпуности настањено Србима.
| Национални састав према попису из 2013.‍ | Национални састав према попису из 2013.‍ | Национални састав према попису из 2013.‍ | Национални састав према попису из 2013.‍ | Национални састав према попису из 2013.‍ |
| --------------------------------------- | --------------------------------------- | --------------------------------------- | --------------------------------------- | --------------------------------------- |
|                                         |                                         |                                         |                                         |                                         |
| Срби                                    | Срби                                    |                                         | 13                                      | 100%                                    |
| Укупно: 13                              |                                         |                                         |                                         |                                         |

Ранији пописи:
| Националност | 1991.       | 1981.       | 1971.       | 1961.       |
| Срби         | 245 (99,2%) | 359 (99,4%) | 582 (99,1%) | 538 (99,4%) |
| Муслимани    | —           | 1 (0,3%)    | 1 (0,2%)    | —           |
| Црногорци    | —           | —           | —           | 2 (0,4%)    |
| Југословени  | —           | 1 (0,3%)    | 4 (0,7%)    | —           |
| остали       | 2 (0,8%)    | —           | —           | 1 (0,2%)    |
| Укупно       | 247         | 361         | 587         | 541         |